# اندری چکوتون
اندری چکوتون (اوکراینی: Андрій Юрійович Чекотун؛ زادهٔ ۲ سپتامبر ۲۰۰۲) بازیکن فوتبال اهل اوکراین است.
وی همچنین در تیم ملی فوتبال زیر ۲۱ سال اوکراین بازی کرده‌است.